# Ukrzyżowanie

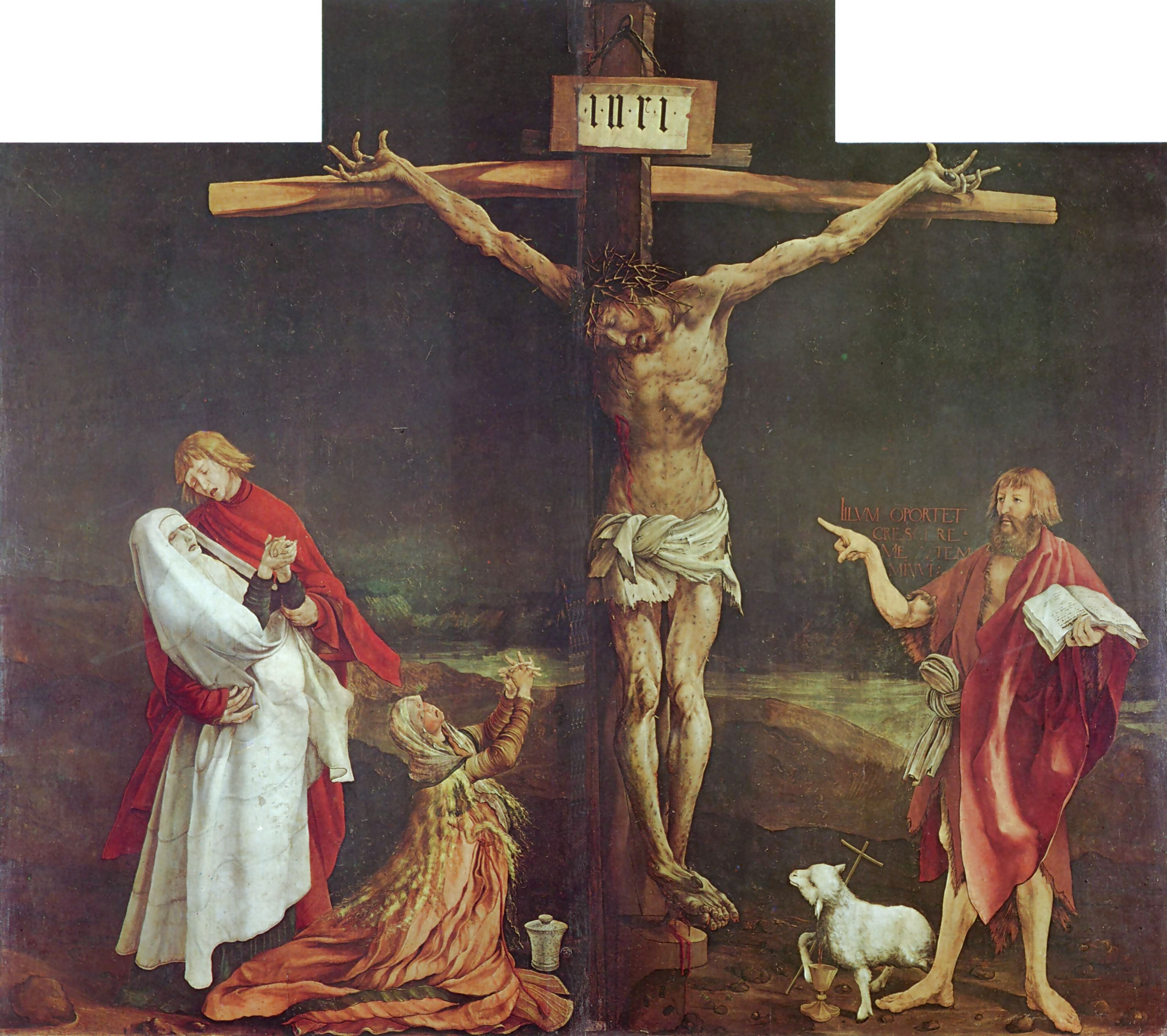
Ukrzyżowanie Jezusa Chrystusa, obraz Matthiasa Grünewalda

Ukrzyżowanie – rodzaj kary śmierci stosowanej w starożytności m.in. przez Persów, Rzymian, Fenicjan i Kartagińczyków, jako forma hańbiącej egzekucji na niewolnikach, buntownikach i innych osobach niebędących pełnoprawnymi obywatelami.
Kara ta była stosowana nierzadko na masową skalę, jak w roku 71 p.n.e., gdy ukrzyżowano około 6000 uczestników powstania Spartakusa. 
Karę ukrzyżowania zniósł ostatecznie edykt Konstantyna Wielkiego w 337. Motywem rezygnacji z tej formy kary śmierci był przede wszystkim szacunek dla Jezusa Chrystusa. Według przekazów jeszcze np. ok. 375 ariańscy Goci pod wodzą Winitara mieli wykonać egzekucję zbiorowego ukrzyżowania wodza Antów Boza wraz z synami i siedemdziesięcioma naczelnikami.

Ukrzyżowanie św. Julii, obraz Hieronima Boscha

## Sposoby wykonywania

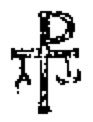
Staurogram stosowany jest w najstarszych rękopisach NT – ^{75}, ^{66} i ^{45}

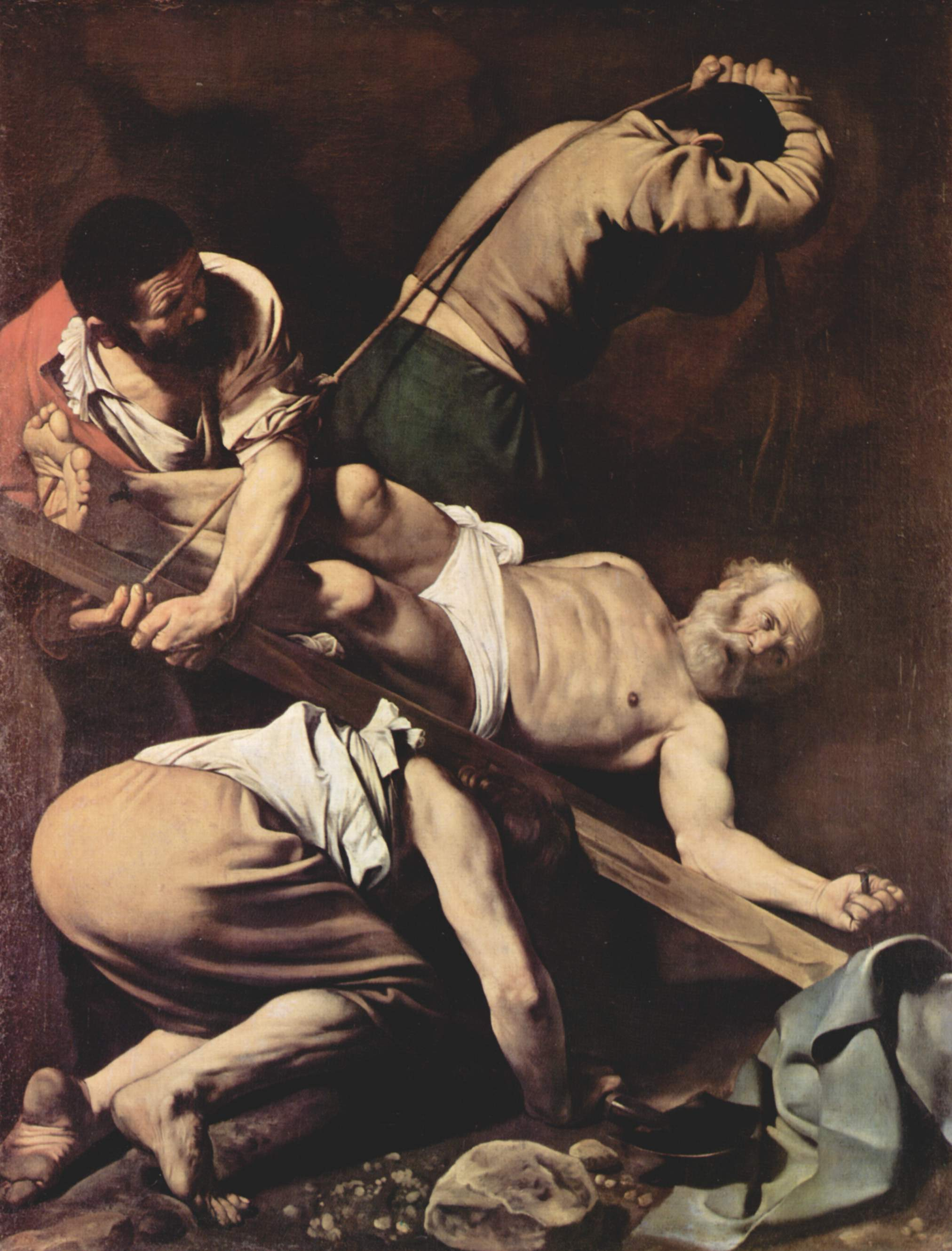
Ukrzyżowanie św. Piotra, obraz Caravaggia

Zgodnie z (rzymską) literaturą źródłową, skazany na ukrzyżowanie przenosił na miejsce kaźni poprzeczną belkę (łac. patibulum), do której po dojściu na miejsce kaźni go przybijano i którą wciągano i doczepiano do pionowego słupa wkopanego wcześniej w ziemię. Wtedy całość przedstawiała kształtem krzyż. Okrucieństwo katów przybierało różne formy, a męka mogła trwać od kilku godzin do nawet kilku dni. Wieszano skazańca głową do góry lub w dół. Ciało skazańca – jeśli nie zdjęto do pochówku – mogło być rozszarpane przez dzikie zwierzęta. Przysłowiowe stało się więc określenie skazańców: ofiara krzyżowa, kruków wyżerka (Petroniusz, Satyryki 58).
Samo ukrzyżowanie, jeśli przy jego wykonywaniu nie uszkadzano w sposób istotny organów wewnętrznych, nie powodowało śmierci. W większości wypadków bezpośrednią przyczyną zgonu skazańca było uduszenie, wycieńczenie, odwodnienie czy wykrwawienie w wyniku urazów. W takim przypadku skazaniec początkowo miał nogi w miarę rozprostowane, zgięte na tyle, żeby stopy dało się przybić do krzyża. Po kilku, kilkunastu godzinach mięśnie nóg nie mogły dalej podtrzymywać ciężaru ciała i uginały się pod skazańcem. Wtedy to przepona była uciskana tak bardzo, że skazany zaczynał się dusić – i to mogło trwać kolejne kilka-kilkanaście godzin. Inną przyczyną śmierci na krzyżu było wykrwawienie (gwoździe wbite w sposób prowadzący do szybszego zgonu) lub śmierć z wycieńczenia (zastosowanie podpórki pod nogi).
W czasach rzymskich stosowano także modyfikację tego sposobu egzekucji, poprzez umieszczenie na pionowym słupie na wysokości stóp skazańca podpórki, dzięki której skazany mógł względnie swobodnie oddychać. Śmierć następowała z wycieńczenia organizmu, nawet po kilku dniach od rozpoczęcia egzekucji. Zdarzało się również, że egzekucję przyspieszano łamiąc skazanemu nogi (uniemożliwiało to zaczerpnięcie oddechu).
Pogląd o uduszeniu jako najczęstszej przyczynie śmierci ukrzyżowanego tradycyjnie dominuje w litetaturze, bywa on jednak kwestionowany przez współczesnych badaczy.
Nawet kiedy w całym rzymskim imperium wykształciła się pewna „norma” w procedurze ukrzyżowania (biczowanie, następnie ofiara często przenosiła belkę na miejsce egzekucji, gdzie była do niej przybijana z rozłożonymi ramionami, podnoszona w górę i sadzana na małym drewnianym kołku), postać egzekucji mogła być bardzo zmienna. Ukrzyżowanie było karą, w której kaprysy i sadyzm katów pozbawiony był wszelkich hamulców.
W 1968 roku w Jerozolimie po raz pierwszy w dziejach dokonano odkrycia kości ukrzyżowanego człowieka, co rzuciło nowe światło na sposób ukrzyżowania Jezusa. Wśród resztek szkieletu była prawa kość pięty ukrzyżowanego. Umieszczony był w niej długi na 11,5 cm żelazny gwóźdź, z fragmentami drewna poniżej główki gwoździa, które zostało zidentyfikowane jako drzewo oliwne. Pozycja gwoździa w kości wskazuje, że ten człowiek został ukrzyżowany ze stopami po obu stronach pionu krzyża. Kości rąk i ramion szkieletu odnaleziono nienaruszone. Dlatego jest prawdopodobne, że górne kończyny były raczej przywiązane niż przybite do krzyża.                   
Człowiek z Gavello w północnych Włoszech był drugim potwierdzonym archeologicznie przypadkiem ukrzyżowania - w kości pięty mężczyzny był otwór po gwoździu, świadczący o sposobie egzekucji.

## Ukrzyżowanie w literaturze
W powieściach historycznych ten rodzaj wykonania kary śmierci bywa przedstawiany zgodnie z zachowanymi materiałami źródłowymi (Quo vadis Henryka Sienkiewicza). W literaturze dekadenckiej natomiast odnosi się z reguły do męki Chrystusa, ale służy jego naśladowaniu jedynie pozornie, w istocie stanowiąc maskę uszlachetniającą cierpienia danej postaci (w tym duchu ukrzyżowana zostaje na przykład Wita, tytułowa bohaterka powieści Tadeusza Micińskiego).

## Znane osoby poddane tej karze
- Jezus Chrystus
- Andrzej Apostoł
- Arkadiusz z Mauretanii
- święty Dyzma
- Eulalia z Méridy
- Filip Apostoł
- Julia z Korsyki
- Piotr Apostoł
- Polikrates